# 赫剌克勒斯与半人马涅索斯战斗
赫剌克勒斯与半人马涅索斯战斗（Ercole e il centauro Nesso）是雕塑家詹博洛尼亚的一组大理石雕像，放置在佛罗伦萨的佣兵凉廊。
詹博洛尼亚是佛兰德雕塑家让·布洛涅（1529 - 1608）的意大利名字，1550年，他从佛兰德斯来到罗马，在精神和教育方面被认为是意大利式的；他深受米开朗基罗的影响，发展了风格主义。
1599年，这组雕塑最早放置在佛罗伦萨的卡尔内塞基转角（Canto dei Carnesecchi），后来移到乌菲齐的凉廊下，位于南侧；后来安置在老桥附近的小广场，位于阿诺河的左岸，1812年最终安置在领主广场的佣兵凉廊。
这座雕塑的特点是强大的力量，半人马涅索斯的身体被赫剌克勒斯大力扭曲。